# Edward Herbert de Cherbury
Edward Herbert (Eyton on Severn, 3 de març de 1583 − Londres, 20 d'agost de 1648) va ser militar, diplomàtic, historiador, poeta i filòsof britànic.
Segons Edward Herbert, la religió és una qüestió exclusiva de la raó. Aquesta està dirigida principalment al servei de la moral. El seu argument és el següent: l'home només pot començar a centrar-se en l'ésser humà individual, si la moralitat està permesa al centre de la vida. Amb aquesta idea, és un representant clàssic de la religió natural. Se'l considera el fundador dels principis bàsics de la religió natural.